# Holascus edwardsi
Holascus edwardsi är en svampdjursart som beskrevs av Lendenfeld 1915. Holascus edwardsi ingår i släktet Holascus och familjen Euplectellidae.
Artens utbredningsområde är havet utanför Peru. Inga underarter finns listade i Catalogue of Life.